# بصره
بَصره (عربی: ٱلْبَصْرَة، آوانگاری: al-Baṣrah) سومین شهر بزرگ عراق پس از بغداد و موصل و با جمعیتی بیش از سه میلیون نفر است. این شهر بندر اصلی کشور عراق است. بصره مرکز استان بصره است و بیشتر جمعیت آن را شیعیان و اقلیت قابل توجه‌ای از اهل‌سنت تشکیل می‌دهند. بصره در تاریخ آغازین اسلام نقش پررنگی داشته‌است.

## نگاهی گذرا

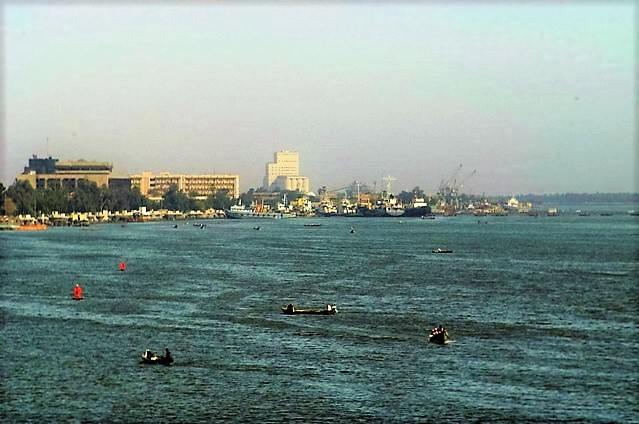
بصره اروندرود

بصره در امتداد اروند رود واقع شده‌است. این شهر در ۵۵ کیلومتری خلیج فارس و در ۵۴۵ کیلومتری بغداد قرار دارد. مقدار جزر و مد بصره در حدود ۷متر می‌باشد و شبکه کانال‌هایی که در میان شهر جریان دارد، این شهر را به «ونیز خاورمیانه» شهرت داده است.
وضعیت حکمرانی در بصره سنتی طایفه‌ای می‌باشد. این شهر دارای طوایف زیادی همچون شمار، بنی خالد، آل‌فضیل، تمیم، الجبور، الشوولات، بنی اسد، بنی سعد، السعدون، بنی منصور، الزفیر، بنی خیگان، البوفرحان و سُباع و بسیاری طوایف دیگر می‌باشد که برخی از آن‌ها سنی و بقیه از شیعه می‌باشند.
بصره در یک منطقه حاصلخیز کشاورزی، با محصولاتی اصلی شامل برنج، ذرت، جو، ارزن، گندم، خرما و احشام می‌باشد. برای مدت زمان طولانی، بهترین خرماهای جهان در بصره پرورش می‌یافت.
شهر همچنین دارای یک فرودگاه بین‌المللی می‌باشد. منطقه اطراف بصره دارای منابع مهم نفتی با چاه‌های نفت بسیار می‌باشد. پالایشگاه نفت شهر قابلیت تولید حدود ۱۴۰٬۰۰۰ بشکه نفت یعنی ۲۲٬۳۰۰ متر مکعب در روز را دارا می‌باشد.
پیروان مسلمان منطقه عمدتاً اعضای فرقه شیعه جعفری می‌باشند. همچنین تعداد قابل توجهی از فرقه اهل سنت و نیز تعداد کمی از مسیحیان در بصره زندگی می‌کنند. همچنین در کنار ایشان بقایایی از فرقه عرفانی پیش از اسلام یعنی مندائیان، کسانی که مقر فرماندهی آن‌ها منطقه‌ای بود که سابقاً ساک اش-شیخ نامیده می‌شد، زندگی می‌کنند.

## تاریخ بصره

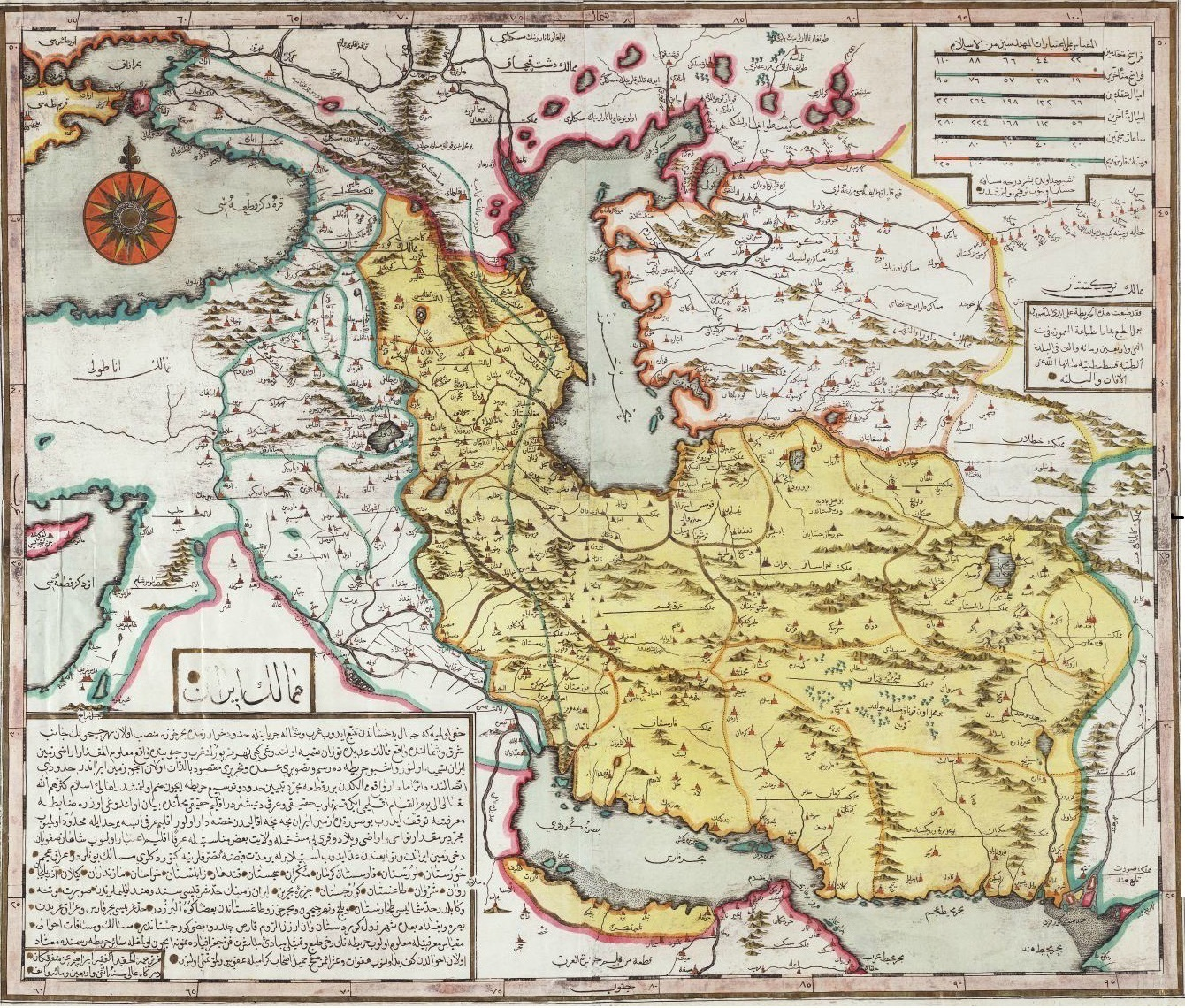
خلیج پارس در یکی از نقشه‌های امپراطوری عثمانی ۱۷۲۹

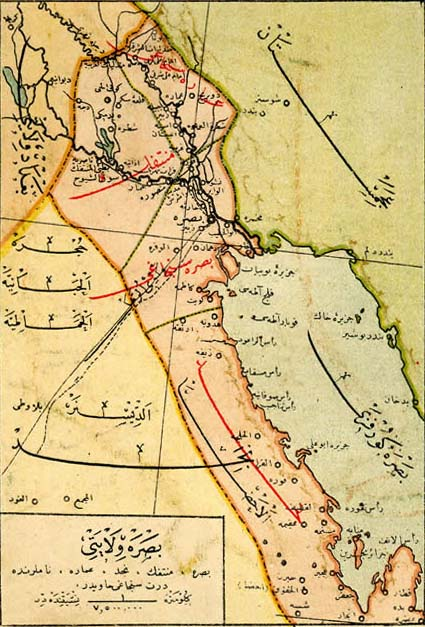
بخشی از یک نقشه دولت عثمانی در اوایل قرن بیستم که کویت در آن جزئی از ولایت بصره است.

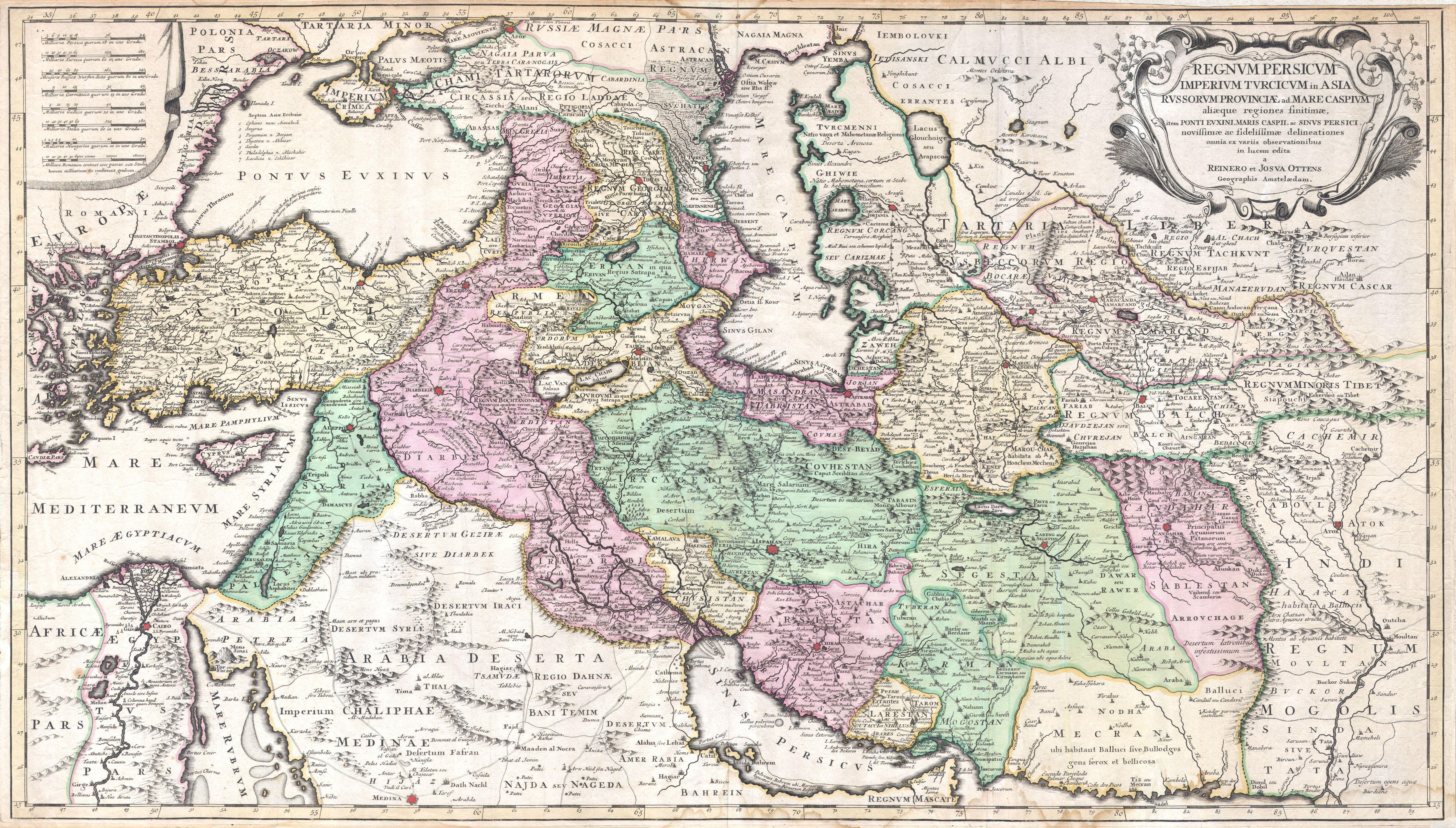
نقشه‌ای اروپایی از سال ۱۷۳۰ که کویت در آن خارج از مرزهای دولت عثمانی است.

بصره در آغاز در سال ۱۷ هجری به عنوان اردوگاه و پادگانی برای عشایر عرب تشکیل دهندهٔ ارتش‌های خلفای اول تأسیس شد. عتبه بن غزوان، سردار مسلمان، پس از سال‌ها کارزار در عراق و شکست دادن نیروهای ساسانی در آنجا، بر جایگاه یک سکونتگاه قدیمی ایرانی به نام وهشتاباد اردشیر که توسط اعراب خراب شده شده بود و او آن را خریبه می‌نامید، اردوگاهی به پا کرد. این جایگاه در نزدیکی جایی به نام فهرج ، بود که فاصلهٔ زیادی از شهر ابولا نداشت. سپس  هنگامی که زبیر در  جنگ جمل یکی از روستاهایش کشته شد   نام زبیر  به یکی از روستاهای آن داده شد شهر جدید به وسیلهٔ کانال، خصوصاً نهر الابولا، به اروند رود متصل بود و در نخستین روزهایش متشکل از کلبه‌هایی ساخته از نی‌های گرفته شده از مرداب‌های جنوب عراق بود. بعدتر با رشد شهر ساختمان‌های خشتی و دیوارها به این کلبه‌ها افزوده شدند ولی حتی در دوره‌های خیلی بعدتر بخش‌های فقیرتر از خانه‌های ساخته از نی تشکیل می‌شدند.
بصره، که گویند به معنی سنگ‌های سیاه است، در زمان عمر بن خطاب به سال ۱۷ هجری ساخته شد و زمین‌های آن میان قبایل عربی که پس از انقراض سلطنت ساسانیان به آنجا مهاجرت کردند تقسیم گردید و با کوفه از پایتخت‌های جدید عراق به‌شمار آمدند. در سال ۳۶ هجری جنگ معروف جمل در حوالی بصره به وقوع پیوست.
بصره همیشه به داشتن نهرهای خود معروف بوده و به گفته ابن حوقل در قرن چهارم بیش از صد هزار نهر داشته که بیست هزارتای آنها قابل قایقرانی بوده‌است.
ابن بطوطه در قرن هشتم هجری به بصره سفر کرده و در مورد مردم این شهر گفته بخشی از عرب و بخشی از عجم هستند و حاکم شهر در آن زمان رکن‌الدین عجمی توریزی بود. ابن بطوطه مذهب مردم بصره را اهل سنت و جماعت نامیده‌است.
«طبقات» شیرازی، که وائل هالاک آن را «یک کار بیوگرافیکی مهم اولیه اهدا شده به حقوقدانان» خوانده‌است، ۸۴ «شکل شاخص» از فقه اسلامی را پوشش داده؛ که بصره ۱۷ مورد آن را فراهم کرد؛ بنابراین بصره مرکزی بود که فقط مدینه با (۲۲) مورد و کوفه با (۲۰) مورد از آن پیش افتادند. از جمله اصحابی که در بصره ساکن شدند ابوموسی و مالک بن انس بودند. در کنار حقوقدانان بصری، هالاک محمد ابن سیرین، ابو عبدالله مسلم ابن یاسر، و ابو ایوب السختیانی را برمی‌گزیند. قتدا ابن دیعما (سال ۶۸۰–۷۳۶) به عنوان یک محدث و مفسر قرآن احترام یافت. در اواخر سال ۷۵۰، سووار ابن عبدالله جهت اطمینان از بیطرفی آنها، شروع به پرداخت حقوق به شاهدان و منشیان دادگاه نمود. حماد ابن سلاما (سال ۷۸۴)، مفتی شهر بصره، معلمی از ابو حنیفه بود. زفار ابن الهدی شاگرد ابو حنیفه دیرتر از کوفه به بصره حرکت کرد. قوانین بصره‌ای و کوفی، تحت حمایت اولیه عباسیان، بخشی از فقه شد که مذهب حنفی نام گرفت؛ در نتیجه با دیگران، مثل تکرار در مدینه که منجر به مذهب مالکی شد، به مخالفت برخاست. سفیان ال- ثوری ومعمر ابن رشید بسیاری از آموزش‌ها و احادیث شرعی و غیرشرعی در کتاب‌ها را جمع‌آوری نموده، و به یمن مهاجرت کردند، در آنجا عبد الرزاق آن‌ها را در طی قرن نهم CE در مصنف خویش قرار داد. در بازگشت به بصره، مسدد ابن مصرحد جمع‌آوری‌های خویش را که به صورت «حدیث مسند» مرتب کرده بود، تألیف نمود.
بصره همچنین زادگاه تفاسیر دیگرگونی از اسلام شد. ربیعه العدویه القیسیه، (متولد سال ۷۱۷)، در آنجا زندگی کرد و به عنوان شاعر، متصوف، و معلم مشهور شد. او همچنین در زمره ارکان اولیه قدریه (جنبش وابسته به علوم الهی) بود.
قدریسم در اسلام همانند عقیده آزادی اراده انسان در مسیحیت، در مخالفت با این قبیل عقاید جبر و تفویض که پیش از این توسط اشخاصی، مانند، جان کالوین، ارائه شده بود، می‌باشد. محدث یحیی ابن یعمر ابداع عقاید قدری را در بصره به معبد ال-جوهانی (تاریخ. سال ۸۰) نسبت داده‌است. الحسن (محقق) در «رساله» خود: خدا ممکن است فرمان داده، ممنوع کند، ادب نموده، و امتحان نماید؛ اما علی‌رغم این که قدرت دارد انسان‌های عادی را به خیر یا شر زور نمی‌کند؛ یک روش میانه‌رو از قدریسم را گسترش داده‌است. به‌عقیده الذهبی («سیار اعلم ال- نوبالاً)، شاگرد الحسن ابو عثمان عمر ابن عبید (تاریخ. در حدود سال ۱۴۴) تدریس سیر و سلوک الحسن را ترک کرده و با اتخاذ بیشتر این عقاید خویس را در عزلت نگاه‌داشت. در سوریه، حکومت مروانیان جهت تصدیق دستیابی آنان بر اجازه معنوی بر جبر و تفویض تکیه داشت. مقتدا مالک در کتاب موطای خویش ثبت نموده‌است که خلیفه عمر بن عبدالعزیز فرمان داده بود که قدریه‌ها را باید» به شمشیر «سپرد. مخبران حدیث سوری احادیثی از پیامبر جعل کرده‌اند مبنی بر این که قدریسم را به عنوان یک بدعتکاری تقبیح نموده، و چنان‌که در سوره پنجم یهودیان گفته شده بود، معتقدان آن و کلاً همه بصره را به عنوان» میمون‌ها و خوک‌هاً برچسب زده‌است. 
تحت تسلط ابو الهزی ال- علاف (به تاریخ سال ۸۴۱)، همچنین اهالی بصره جهت مدرسه طرفداران معتزلی، نوعی فلسفه عقل گرائی که شامل اصول قدری الحسن و جلب حمایت خلیفه عباسیان مأمون بوده، متهم گشته (یا سرزنش شده‌اند). 
بنا به نظر آرتور جفری، بصره همچنین در ابتدا شیوه‌ای مخصوص از تلفظ قرآن را نگاه‌داشته، که آن‌ها به عنوان «لباب الکلوب» بر کاغذ قرار گرفته و به ابو موسی نسبت داده شده. برای مثال، نسخه قدیمی استفاده شده «ابراهام» در مقابل «ابراهیم» که به واسطهٔ قافیه سوره بیست و یکم اجباراً تغییرداده شد، بسته به کتاب مقدس صحیح تر است؛ علاوه بر این مغایرتهای ثبت شده ابوموسی جهت سوره ۲۱ وجود ندارد. همچنین استنباط ابن الزبیر زمانی که به مکه آمد بدینگونه بود (اگرچه مغایرتهای او کار بر روی سوره ۲۱ را در بر می‌گرفت). احتمالاً راه حل این است که نص اولیه قرآن در بصره «ناقص» بوده، که گفته می‌شود فاقد نشانه‌های صدادار بلند بود؛ و این که بصره پیش تر از این که سوره‌های دیگر پذیرفته شود – به احتمال بسیار زیاد در طی یا بعد از نیمه – سال ۶۸۰، سوره ۲۱ را به عنوان بخشی از قرآن پذیرفت.

## نام
منابع کهن‌تر نام بصره را عربی‌شده نام پارسی بسره و بسراه به معنای «محل راه‌های بسیار» دانسته‌اند.
نام پیشین شهر بصره که امروزه بخشی از خاک عراق است، وهشت‌آباد اردشیر بوده‌است. این نام گویای ساخته شدن و آباد شدن این شهر به فرمان اردشیر بابکان، بنیادگذار شاهنشاهی ساسانی است.
بر اساس کتاب اسناد نام خلیج فارس، میراثی کهن و جاودان در مورد نام بصره چند نظر وجود دارد. حمزه اصفهانی نوشته‌است که بصره عربی شده «پس راه» است. نامهای دیگری چون أم العراق، خزانة العرب، عین الدنیا، ذات الوشامین، البصرة الزاهرة، ثغر العراق الباسم، الفیحاء، قبة العلم، الرعناء نیز گفته شده و گفته‌اند که آپلوگوس یا اُبُله در نزدیکی بصره بوده‌است. در متن‌های ساسانی بسرا/باسرا تلفظ و نگارش شده‌است. بر اساس رهنامه دریای اریتره (نگاه کنید به نقشه) «در انتهای دریای پارس بر کنار رود، شهر بسیار آباد و سعادتمندی وجود دارد که تجار پارسی، هندی و رومی در آنجا تجارت دارند و حاکم آن عادلترین است».
- برخی شهر ابلوم یا آپلوگوس اکدی را نزدیک بصره می‌دانند و عده‌ای آن را منطقه آبادان می‌دانند. در شرح نهج البلاغه ابن ابی الحدید آمده‌است که بصره و شهرهای اطراف آن را بحر فارس سه بار نابود کرده‌است.

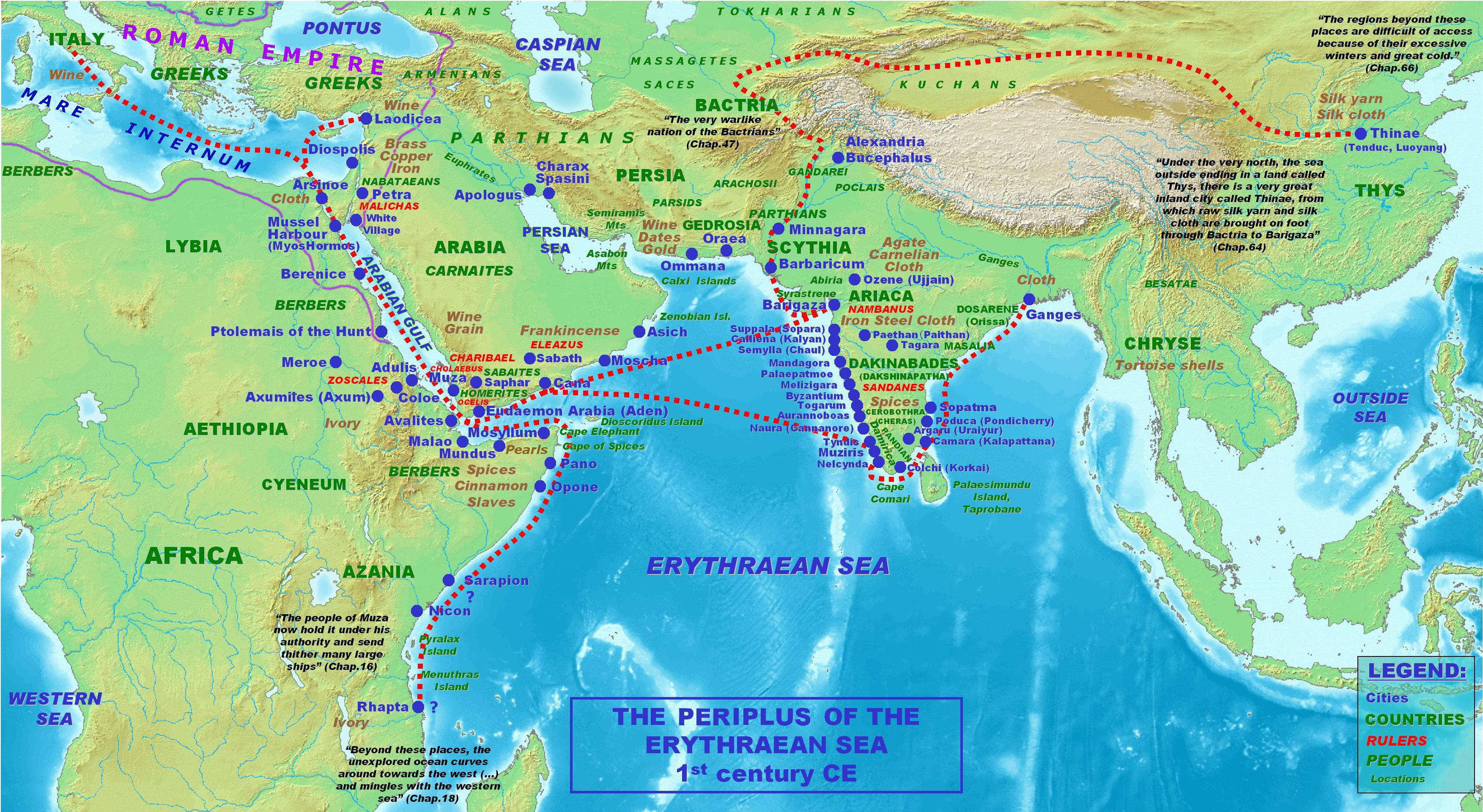
Names, خرکس و آپلوگوس ۵۰ م.

در هزار و یک شب تحت نام بس راه شهر ذکر شده‌است و گفته شده سندباد ملوان سفر دریایی خویش را از اینجا شروع کرده‌است. همچنین «بصرا» نام یک نوع بازی ماهیگیری (بازی کارتی) می‌باشد که در خاورمیانه در قهوه‌خانه‌ها بازی می‌کردند. بصره/ باصرا را بعضی‌ها سرزمین صخره معنی کرده‌اند و آن را واژه سریانی دانسته‌اند.

## خرمای بصره
خرمای بصره چنان با اهمیت و پر آوازه بوده‌است که مقدسی گوید: «خرمای بصره فراموش شدنی نیست.» البته خرمای بصره، متنوع بوده‌است که مقدسی آن را بر چهل و نه گونه به‌شمار می‌آورد. حمداللّه مستوفی (متوفای ۷۴۰ ق) نیز گوید که بصره، خرماهای خوب دارد و خرمای آنجا را تا هندوچین و ماچین می‌برند.

## شرح تاریخچه کتاب‌ها
- حلاک، وائل. اصول و تکامل قانون اسلامی. چاپ دانشگاه کمبریج، سال ۲۰۰۵
- هاتینگ، جرالد آر. اولین خاندان اسلامی.
- میدلانگ، ویلفرد. «عبدالله بی. ال – زبیر و مهدی» در روزنامه نییر ایسترن استادیز ۴۰. سال ۱۹۸۱. صفحه ۲۹۱–۳۰۵.
- وینسنت، استیفن. «به سوی منطقه قرمز: سفری به روح عراق». آی اس بی ان ۰-۵۷-۸۹۰۶۲۶-۱